# فوزي معاذ
اللواء محمد فوزي معاذ (وُلد 13 يونيو 1928-19 يونيو 1986) هو محافظ الإسكندرية في فترة الثمانيات حيث تولى المنصب في 18 مايو 1982 وبعد ذلك توفى في 19 يونيو 1986 ليأتي خلفه مباشرة السيد الجوسقي كمحافظ للإسكندرية.

## نشأته
ولد اللواء فوزي معاذ في 13 يونيو 1928 بمنشية سلطان بالمنوفية.
1. ↑  "الصفحة الرئيسية - المحافظون السابقون". www.alexandria.gov.eg. اطلع عليه بتاريخ 2024-01-28.
2. ↑  "حدث فى مثل هذا اليوم - وفاة فوزي معاذ محافظ الاسكندرية الأسبق". www.alexandria.gov.eg. اطلع عليه بتاريخ 2024-01-28.